# Allison Balson
Allison Balson est une actrice américaine, née le 19 novembre 1969 à Los Angeles en Californie.

## Biographie
Elle est principalement connue pour avoir joué le rôle de Nancy Oleson, fille adoptive de Harriet et Nels Oleson dans la série télévisée à succès La Petite Maison Dans La Prairie.
Elle est aujourd'hui chanteuse au sein du duo « Allison & Stone ».

## Filmographie

### Cinéma
- 1980 : Goosehill Gang and the Mystery of the Treehouse Ghost (Court-métrage) : Beth
- 1980 : The Goosehill Gang and the Gold Rush Treasure Map (Court-métrage) : Beth
- 1980 : Le corbillard (en) (The Hearse) de George Bowers : Alice
- 1981 : Looker : Une fille
- 1987 : Bialy smok : Jewel
- 1987 : Pacte avec un tueur : Holly Meechum
- 2011 : Stanley DeBrock : Mary

### Télévision
- 1978 : A Guide for the Married Woman (Téléfilm) : Debby
- 1980 : The Life and Times of Eddie Roberts (Série TV) : Chrissy Roberts
- 1981 : Quincy (Série TV) : Megan Carmody
- 1981 : Chips (Série TV) : Amy
- 1981 - 1983 : La Petite Maison dans la prairie (The Little House on the Prairie) (Série TV) : Nancy Oleson
- 1983 : Little House: Look Back to Yesterday (Téléfilm) : Nancy Oleson
- 1984 : Little House: The Last Farewell (Téléfilm) : Nancy Oleson
- 1984 : Little House: Bless All the Dear Children (Téléfilm) : Nancy Oleson
- 1986 : ABC Afterschool Specials (Série TV)